# Amsterdamse ui

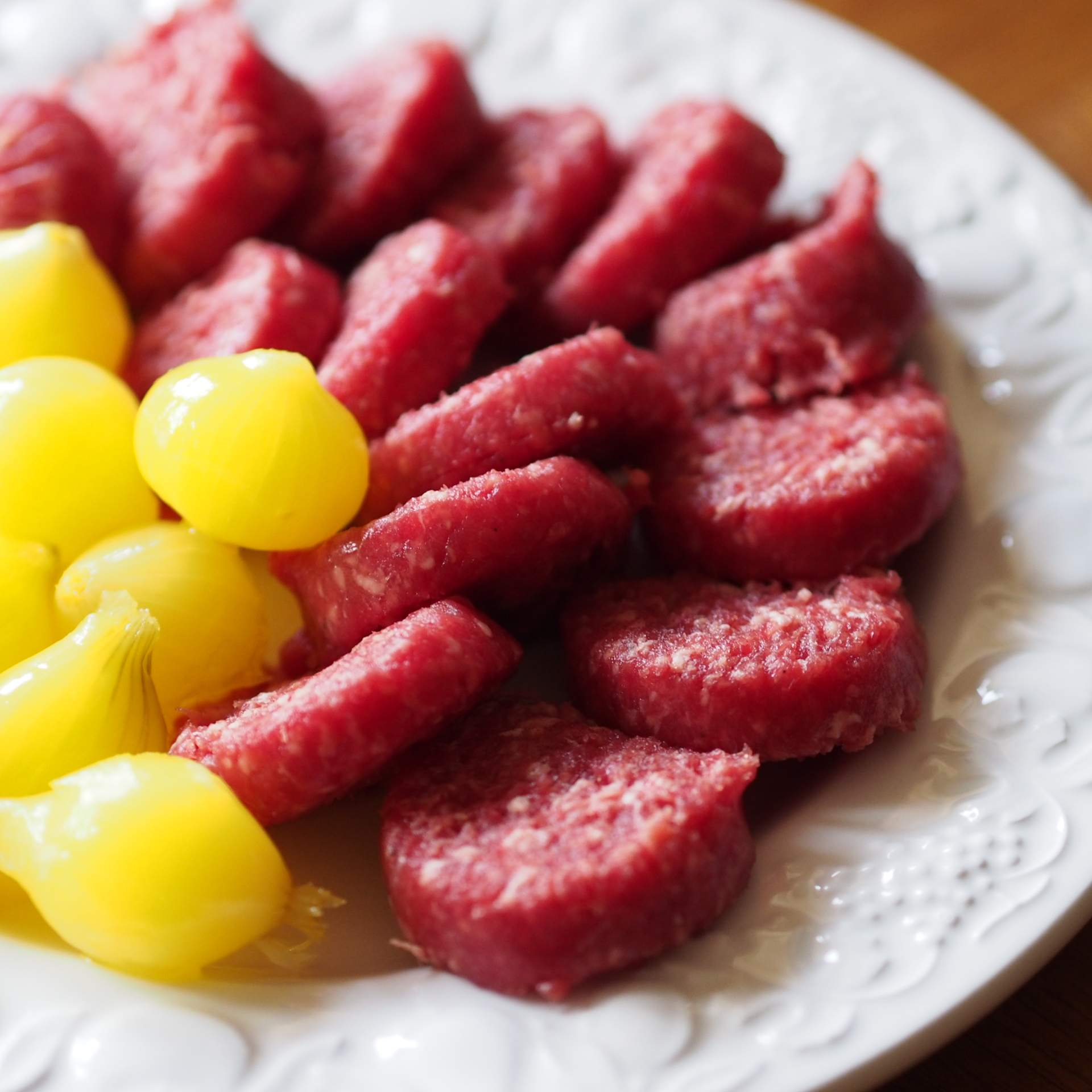
Ossenworst geserveerd met Amsterdamse uitjes

De Amsterdamse ui is een lekkernij die bestaat uit een zilverui die direct na de oogst wordt ingelegd in zuur (azijn en specerijen). Door het gebruik van de kruiden, met name saffraan, heeft de Amsterdamse ui, in tegenstelling tot een onbewerkte zilverui, een geel uiterlijk.
Deze oude traditie werd veelal in de Amsterdamse Jordaan, door Joden bedreven. Dit tafelzuur werd vaak aan de kar in de Amsterdamse buurten verkocht. De traditie ontstond in de Jodenbuurt waar veel Joden in grote armoede leefden. Door het inleggen in zuur kon men de houdbaarheid van allerlei soorten groenten verlengen. Zo werden bijvoorbeeld behalve uien ook augurken en kool, alsook haringen in het zuur gelegd.